# Шумперк (округ)
Шумперк (чеськ. Okres Šumperk) — адміністративно-територіальна одиниця в Оломоуцькому краї Чеської Республіки. Адміністративний центр — місто Шумперк. Площа округу — 1316 кв. км., населення становить 121 785 осіб.
До округу входить 78 муніципалітетів, з котрих 8 — міста.